# Canton de Marmoutier
Le canton de Marmoutier est une ancienne division administrative française, qui était située dans le département du Bas-Rhin, en région Alsace.

## Composition
Le canton de Marmoutier groupait 25 communes :
- Allenwiller : 507 habitants
- Birkenwald : 291 habitants
- Crastatt : 210 habitants
- Dimbsthal : 302 habitants
- Gottenhouse : 382 habitants
- Haegen : 633 habitants
- Hengwiller : 178 habitants
- Hohengœft : 523 habitants
- Jetterswiller : 200 habitants
- Kleingœft : 138 habitants
- Knœrsheim : 203 habitants
- Landersheim : 188 habitants
- Lochwiller : 434 habitants
- Marmoutier (chef-lieu) : 2 822 habitants
- Otterswiller : 1 366 habitants
- Rangen : 190 habitants
- Reinhardsmunster : 473 habitants
- Reutenbourg : 386 habitants
- Salenthal : 221 habitants
- Schwenheim : 661 habitants
- Singrist : 370 habitants
- Thal-Marmoutier : 767 habitants
- Westhouse-Marmoutier : 258 habitants
- Zehnacker : 253 habitants
- Zeinheim : 190 habitants

## Représentation

### Conseillers généraux de 1833 à 2015
| Période               | Identité                                                       | Parti            | Qualité |
| --------------------- | -------------------------------------------------------------- | ---------------- | --- |
| 1833-1846             | François-Xavier Bosch (1788-1867)                              |                  | Notaire, maire de Marmoutier (1826-1841)                                                                               |
| 1846-1848             | Alphonse Saglio                                                | Centre           | Député (1842-1848 et 1871) Membre du Conseil supérieur de Santé                                                        |
| 1848-1852             | Charles Kauffmann                                              |                  | Propriétaire, maire de Marmoutier (1850-1852)                                                                          |
| 1852-1868 (décès)     | Auguste Adolphe de Latouche (1809-1868)                        |                  | Propriétaire, maire de Saverne                                                                                         |
| 1868-1869 (démission) | Marie Louis Georges de Latouche (fils du précédent, 1842-1895) |                  | Propriétaire, ancien Sous-Préfet de Saint-Dié                                                                          |
| 1869-1871             | Octave Gast (1812-1903)                                        |                  | Président de chambre à la Cour Impériale de Colmar                                                                     |
| 1871-1919             | occupation allemande                                           |                  | |
| 1919-1937             | François Kleitz                                                | Action populaire | Industriel - Maire de Thal                                                                                             |
| 1937-1940             | Joseph Voelcker (1888-1962)                                    | UPRA             | Cultivateur à Marmoutier                                                                                               |
|                       |                                                                |                  | |
| 1945-1967 (décès)     | Joseph Klock                                                   | MRP              | Fondateur de la cristallerie de Hartzwiller Député (1951-1955 et 1956-1958) Adjoint au Maire de Strasbourg (1951-1967) |
| 1967-1979             | Robert Schneider                                               | UDR puis RPR     | Maire de Marmoutier |
| 1979-1994 (démission) | Jacques Felli                                                  | UDF              | Chef d'entreprise Maire de Marmoutier (1979-1994)                                                                      |
| 20 novembre 1994-2011 | Joseph Cremmel                                                 | UDF-CDS puis UMP | Cadre Maire d'Otterswiller                                                                                             |
| 2011-2015             | Jean-Claude Weil                                               | DVG              | Cadre Maire de Marmoutier depuis 1994 Président de la Communauté de Communes du Pays de Marmoutier                     |

### Conseillers d'arrondissement (de 1833 à 1940)
| Période                                  | Période      | Identité                         | Étiquette | Qualité |
| ---------------------------------------- | ------------ | -------------------------------- | --------- | --- |
| 1833                                     | 1836 (décès) | Jacques Dreher (1771-1836)       |           | Juge de paix de Marmoutier                                                                                  |
| 1836                                     | 1848         | Jean Jacques Fritsch (1764-1852) |           | Cultivateur, maire de Zeinheim                                                                              |
|                                          |              |                                  |           | |
| 1919                                     | 1940         | Aloïse Boehm (1859-1941)         |           | Cultivateur, maire de Singrist (1893-1940)                                                                  |
| 1940                                     |              |                                  |           | Les conseils d'arrondissement ont été suspendus par la loi du 12 octobre 1940 et n'ont jamais été réactivés |
| Les données manquantes sont à compléter. |              |                                  |           | |

## Résultats élections cantonales
Élections de 2011 :
1er tour :
Inscrits 8633
Abstentions 2749 (31,84 %)
Votants 5884 (68,16 %)
Blancs et nuls 368 (4,26 %)
Exprimés 5516 (63,89 %)
- Joseph Cremmel (UMP) 32,9 % (1541 voix)
- Jean-Claude WEIL (Divers gauche) 26,9 % (1262 voix)
- Michel SCHLIFFER (Écologistes) 20,6 % (964 voix)
- Gérard CHARTIER (Front national) 19,6 % (920 voix)

2e tour :
Inscrits 9638
Abstentions 5061 (52,51 %)
Votants 4577 (47,49 %)
Blancs et nuls 428 (4,44 %)
Exprimés 4149 (43,05 %)
- Jean-Claude WEIL (Divers gauche) 54 % (2242 voix)
- Joseph CREMMEL (UMP) 46 % (1907 voix)

## Démographie
| 1962  | 1968  | 1975  | 1982  | 1990  | 1999   | 2006   | 2011   | 2012   |
| ----- | ----- | ----- | ----- | ----- | ------ | ------ | ------ | ------ |
| 8 204 | 8 303 | 8 556 | 9 118 | 9 817 | 10 584 | 11 542 | 12 209 | 12 257 |